# 桂芸能社ポンッ!
『桂芸能社ポンッ!』（かつらげいのうしゃポンッ）は、2001年10月2日（1日深夜）から2002年3月26日（25日深夜）までTBSで放送されていたバラエティ番組である。放送時間は毎週火曜 1:55 - 2:50 （月曜深夜、日本標準時）。
番組タイトルは、『痛快なりゆき番組 風雲!たけし城』などを手掛けたプロデューサーの桂邦彦がTBSを退社後に設立した「桂芸能社」、および桂が担当した番組『笑ってポン!』に由来する。
本稿では、『桂芸能社ポンッ!』以前と以後のシリーズ番組についても記述する。

## 出演者
- 桂邦彦[2]
- 出川哲朗[1]
- 君嶋ゆかり[3]
- ホーム・チーム[2]
- シャカ[2]
- プロペラZ - 『桂芸能社PON!』から『桂芸能社オトせ!』時代まで出演[4]。
- バカリズム - 『桂芸能社PON!』から『桂芸能社マジ!』時代まで出演[5]。
- ゴリけん - 『桂芸能社PON!』から『桂芸能社ポンッ!』時代まで出演[6]。
- ブラック・ボックス - 『桂芸能社マジ!』から『桂芸能社ポンッ!』時代まで出演[7]
- パラシュート部隊 - 『桂芸能社ポンッ!』時代に出演[8]。

## 放送内容

### 桂芸能社PON!
出演芸人が放送年にちなんで、「2000秒息止めをしよう」「犬に2000回吠えられよう」「身につけている物を2000個集めよう」「ドミノ2000個倒し」など、2000に関する様々なミッションに挑戦した。

### 桂芸能社オトせ!
毎回4組の芸人が出演するネタ見せバトル。王様ゲームの要領で芸人を1組選び（王様を引いた芸人が他の1組を指名。王様自らを指名しても良い）、即興でネタを披露する。ネタには、各回のテーマである「場所」と、桂が指定する「アイテム（小道具）」を必ず取り入れる。これを時間の許す限り繰り返し、桂、出川、ゲストが協議して最も面白くなかった芸人1組を決定する。負けた芸人は即退場となり、勝った3組は次回も出演できた。

### 桂芸能社マジ!
5組の芸人が交代で出演。毎回ゲストを招き、ラジオ番組の収録形式でトークや無茶ぶりに挑戦した。

### 桂芸能社ポンッ!
主に「びっくり芸人大集合」と「ザ・バルーン」の2コーナーで構成されていた。
ザ・バルーン
シャカとホームチームが道行く人に「僕○○しないと死んじゃうんです」とお願いをし、10分の制限時間内に様々なミッションの達成を目指す。失敗した芸人は背中に入れた風船を割られ、「牛乳一気飲み」「着ぐるみを着せられる（顔見せや発言ができなくなる）」「猿轡をかませられる」などの罰が課された。

### 桂芸能社FINAL
「じゃんけんFIVE（女性ゲストがPR権を懸けて芸人と野球拳をする）」、「楽しませ隊」のコーナーなどで構成されていた。